# Helminthosporium densum
Helminthosporium densum är en svampart som beskrevs av Sacc. & Roum. 1881. Helminthosporium densum ingår i släktet Helminthosporium och familjen Massarinaceae.   Inga underarter finns listade i Catalogue of Life.